# 단수형 they
단수형 they(singular they)는 영어에서 대명사 they 또는 그 변화형(inflection)이나 파생어(derivative)에 해당하는 "them, their, theirs, themselves" (또는 "themself")를 중성적인(epicene) 단수 대명사로 사용하는 것을 말한다. 이는 아래의 예문에서처럼 불특정한 선행어(antecedent)와 함께 주로 사용된다.
- "Somebody left their umbrella in the office. Could you please let them know where they can get it?"[1]
- "The patient should be told at the outset how much they will be required to pay."[2]
- "But a journalist should not be forced to reveal their sources."[2]

## 역사
단수형 they는 복수형 they가 등장한 지 약 1세기 뒤인 14세기에 등장했다. 단수형 they는 일상 영어에서 널리 사용되었으며, 그 이후에는 공식적인 맥락에서도 통용되었다. 단수형 they는 18세기 중반부터 그것을 오류라고 생각하는 규범 문법론자(prescriptive commentator)들에 의해 비판을 받기 시작했다. 현대 표준 영어(standard English)가 성 중립적 언어(gender-neutral language)를 더 보편적이고 공식적으로 수용하게 됨에 따라 단수형 they는 지속적으로 사용되고 있다. 21세기 초에 발간된 일부 작법서(style guide; 작문 교재)들은 이를 구어체(회화체)적이고 공식적 글쓰기에서는 덜 적합하다고 설명했으나, 2020년에 이르면 대부분의 작법서가 단수형 they를 인칭대명사(personal pronoun)의 하나로서 수용하고 있다.

## 같이 보기
- 중성 대명사